# Fundamentalisme
Fundamentalisme is het teruggrijpen op normen en waarden zoals deze oorspronkelijk het meest bekend en vaak ook algemeen gebruikelijk waren. De term wordt toegepast op kunstvormen, opvattingen, en politieke en religieuze leerstellingen. In religieus verband verwijst de term naar een orthodoxie die radicale vormen aanneemt.
De benaming is afkomstig uit de Verenigde Staten en is van oorsprong de naam van een 20e-eeuwse beweging in het Amerikaanse protestantisme, die de letterlijke interpretatie van de Bijbel van fundamenteel belang acht voor het persoonlijke en maatschappelijke leven. De term fundamentalist wordt inmiddels in een veel bredere betekenis gebruikt, namelijk voor iemand die op strikte en letterlijke wijze vasthoudt aan bepaalde grondbeginselen. De term fundamentalisme wordt vaak ervaren als een vijandige en beledigende term, die op bekrompenheid, fanatisme, obscurantisme en sektarisme duidt.

### Religieus fundamentalisme
- Christenfundamentalisme
- Hindoefundamentalisme
- Moslimfundamentalisme
- Charedisch jodendom

### Niet-religieus fundamentalisme
- Verlichtingsfundamentalisme
- Obscurantisme